# Mölltorp
Mölltorp è un'area urbana della Svezia situata nel comune di Karlsborg, contea di Västra Götaland.
La popolazione rilevata nel censimento 2010 era di 1 050 abitanti .